# Reconocimiento Sor Juana Inés de la Cruz
El Reconocimiento Sor Juana Inés de la Cruz es un galardón otorgado desde 2003 por la Universidad Nacional Autónoma de México (UNAM) a las mujeres destacadas de dicha institución en la "docencia, investigación o la difusión de la cultura". Consistente en una medalla acuñada en plata y personalizada y un diploma con la imagen de Sor Juana Inés de la Cruz, se otorga anualmente el 8 de marzo, Día Internacional de la Mujer, luego de una convocatoria en la que la comunidad de la UNAM nomina a las mujeres que considere cuentan con méritos en los campos de premiación.
La Secretaría General de la UNAM es la encargada de recibir de parte del Consejo Técnico o Interno de cada institución (bachilleratos, facultades, institutos de investigación), las nominaciones de las universitarias destacadas meses antes de la premiación, para que sean valoradas por dicha entidad. El 8 de marzo se realiza una ceremonia de premiación en un recinto de la UNAM en donde son otorgadas las medallas y los diplomas.
Los requisitos para recibir la medalla incluyen tener un nombramiento académico definitivo en la UNAM, no haber recibido el premio anteriormente, sobresalir en los campos propuestos y ser propuesta por el Consejo Técnico o Interno, según corresponda,  de la institución a la que pertenece la candidata.

## Universitarias laureadas
| Año  | Número de laureadas | Recinto donde se realizó la ceremonia                    | Anexos de premiación                                               |
| ---- | ------------------- | -------------------------------------------------------- | ------------------------------------------------------------------ |
| 2025 | 92                  | Sala Miguel Covarrubias                                  | Anexo:Ganadoras del Reconocimiento Sor Juana Inés de la Cruz 2025  |
| 2024 | 78                  | Teatro Juan Ruiz de Alarcón                              | Anexo:Ganadoras del Reconocimiento Sor Juana Inés de la Cruz 2024  |
| 2023 | 83                  | Teatro Juan Ruiz de Alarcón                              | Anexo:Ganadoras del Reconocimiento Sor Juana Inés de la Cruz 2023  |
| 2022 | 79                  | Teatro Juan Ruiz de Alarcón                              | Anexo: Ganadoras del Reconocimiento Sor Juana Inés de la Cruz 2022 |
| 2021 | 81                  | Ceremonia virttual debido a la pandemia de COVID-19      |                                                                    |
| 2020 | 79                  | Teatro Juan Ruiz de Alarcón                              | Anexo:Ganadoras del Reconocimiento Sor Juana Inés de la Cruz 2020  |
| 2019 | 80                  | Teatro Juan Ruiz de Alarcón                              | Anexo:Ganadoras del Reconocimiento Sor Juana Inés de la Cruz 2019  |
| 2018 | 82                  | Teatro Juan Ruiz de Alarcón                              | Anexo:Ganadoras del Reconocimiento Sor Juana Inés de la Cruz 2018  |
| 2017 | 79                  | Teatro Juan Ruiz de Alarcón                              | Anexo:Ganadoras del Reconocimiento Sor Juana Inés de la Cruz 2017  |
| 2016 | 82                  | Auditorio de la Facultad de Estudios Superiores Iztacala | Anexo:Ganadoras del Reconocimiento Sor Juana Inés de la Cruz 2016  |
| 2015 | 79                  | Teatro Juan Ruiz de Alarcón                              | Anexo:Ganadoras del Reconocimiento Sor Juana Inés de la Cruz 2015  |
| 2014 | 80                  | Teatro Juan Ruiz de Alarcón                              | Anexo:Ganadoras del Reconocimiento Sor Juana Inés de la Cruz 2014  |
| 2013 | 80                  | Teatro Juan Ruiz de Alarcón                              | Anexo:Ganadoras del Reconocimiento Sor Juana Inés de la Cruz 2013  |
| 2012 | 75                  | Teatro Juan Ruiz de Alarcón                              | Anexo:Ganadoras del Reconocimiento Sor Juana Inés de la Cruz 2012  |
| 2011 | 75                  | Teatro Juan Ruiz de Alarcón                              | Anexo:Ganadoras del Reconocimiento Sor Juana Inés de la Cruz 2011  |